# Eparchia brytyjska i irlandzka
Eparchia brytyjska i irlandzka – historyczna eparchia Rosyjskiego Kościoła Prawosławnego poza granicami Rosji, z siedzibą w Londynie. Jej ostatnim ordynariuszem był biskup richmondzki i zachodnioeuropejski Ireneusz (Steenberg), zaś funkcję katedry pełnił sobór Zaśnięcia Przenajświętszej Bogurodzicy i Świętych Carskich Męczenników w Londynie.
W 2019 r. Rosyjski Kościół Prawosławny poza granicami Rosji zdecydował o połączeniu eparchii brytyjskiej i irlandzkiej z eparchią genewską i zachodnioeuropejską, tworząc jedną administraturę z katedrą w Londynie. 

## Historia
Pierwsza placówka duszpasterska Rosyjskiego Kościoła Prawosławnego poza granicami Rosji w Wielkiej Brytanii powstała w 1926. W wymienionym roku wspólnota parafialna przy cerkwi św. Filipa podzieliła się na zwolenników Cerkwi Zagranicznej i tych, którzy pragnęli pozostać w jurysdykcji Rosyjskiego Kościoła Prawosławnego. Na początku XXI w. Rosyjski Kościół Prawosławny poza granicami Rosji prowadził w Wielkiej Brytanii i Irlandii sześć parafii, obsługiwanych przez 10 kapłanów i jeden klasztor, założony w 1954 żeński monaster Zwiastowania w Londynie. W 2015 r. w eparchii działał męski monaster św. Pantelejmona w Clacton-on-Sea.

### Ordynariusze eparchii
- Nikodem (Nagajew), 1954–1976[5]
- Konstantyn (Jessienski), 1981–1986[6]
- Marek (Arndt), 1986–2016[7]
- Hilarion (Kapral) (p.o.), 2016–2018[8]
- Ireneusz (Steenberg), 2018–2019

## Świątynie i parafie eparchii[4]
- Sobór Zaśnięcia Przenajświętszej Bogurodzicy i Świętych Carskich Męczenników w Londynie
- Cerkiew św. Jana w Colchesterze
- Cerkiew św. Elżbiety Nowomęczennicy w Rake Lane
- Cerkiew św. Jana z Szanghaju i San Francisco w Belfaście
- Cerkiew Ikony Matki Bożej „Wszystkich Strapionych Radość” w Mettingham
- Cerkiew św. Kolmana w Co. Laois (Irlandia)

Eparchia administrowała ponadto kaplicą w pałacu Buckingham, przeznaczoną dla prawosławnych członków rodziny księcia Filipa. Posiadała dwie placówki misyjne nieposiadające statusu parafii i jedną kaplicę.